# Cotton-Eyed Joe
Cotton-Eyed Joe (également connue sous le titre simplifié « Cotton-Eye Joe ») est une chanson folklorique traditionnelle américaine populaire à diverses époques aux États-Unis et au Canada, bien qu'elle soit aujourd'hui le plus souvent associée au sud des États-Unis. La chanson est également un banjo instrumental et un standard de violon bluegrass.
« Cotton-Eyed Joe » a inspiré à la fois une danse partenaire et plus d'une danse en ligne qui est souvent dansée dans des salles de danse country aux États-Unis et dans le monde. Le film Urban Cowboy de 1980 a suscité un regain d'intérêt pour cette danse. En 1985, la version de la chanson des Moody Brothers a reçu une nomination aux Grammy Awards pour la meilleure performance instrumentale country. Le groupe irlandais The Chieftains a reçu une nomination aux Grammy Awards pour la meilleure collaboration vocale country pour leur version de la chanson avec au chant Ricky Skaggs sur leur album de 1992 Another Country. En 1994, une version de la chanson enregistrée par le groupe suédois Rednex sous le nom de « Cotton Eye Joe » est devenue populaire dans le monde entier.

## Histoire

### XIXesiècle
Les origines de cette chanson ne sont pas claires, bien qu'elle soit antérieure à la guerre civile américaine de 1861-1865. La folkloriste américaine Dorothy Scarborough (1878–1935) a noté dans son livre de 1925 On the Trail of Negro folk songs que plusieurs personnes se souvenaient avoir entendu la chanson avant la guerre. Le récit de Scarborough de la chanson est venu de sa sœur, Mme George Scarborough, qui a appris la chanson « des nègres d'une plantation au Texas, et d'autres parties d'un homme en Louisiane ». L'homme de Louisiane connaissait la chanson depuis sa plus tendre enfance et a entendu des esclaves la chanter dans les plantations. La danse et la chanson avaient de nombreuses variantes.
Un certain nombre de significations possibles du terme « aux yeux de coton » (Cotton-Eyed Joe) ont été proposées. La phrase peut faire référence à : être enivré à la gnôle ou avoir été aveuglé en buvant de l'alcool de bois, rendant les yeux d'un blanc laiteux; une personne noire aux yeux bleu très clair; les mineurs couverts de terre à l'exception de leurs yeux blancs ; quelqu'un dont les yeux étaient d'un blanc laiteux à cause d'infections bactériennes de trachome ou de syphilis, de cataracte ou de glaucome ; ou le contraste du teint foncé autour des globes oculaires blancs chez les Noirs. Une autre théorie est que l'expression « aux yeux de coton » est le processus par lequel une personne est énucléée et le globe oculaire est remplacé par une boule de coton en raison du manque d'équipement médical et professionnels de la chirurgie.
La maison d'édition américaine Harper and Brothers a publié la première version imprimée de la chanson en 1882. Elle est entendue par l'auteur Louise Clarke Pyrnelle (née en 1850) dans la plantation de son père en Alabama lorsqu'elle était enfant. Cette version de 1882 a été republiée en 1910.
Scarborough a noté que la chanson semblait être bien connue dans le Sud avant la guerre civile et que certaines parties avaient été envoyées par diverses personnes.
Au fil des ans, de nombreuses versions différentes de la chanson ont été interprétées et / ou enregistrées avec de nombreuses versions différentes des paroles (et beaucoup sans paroles). Cotton-Eyed Joe, parfois appelé « l'hymne national du sud du Texas », a été joué pour des gabarits de type ménestrel, et il a longtemps été populaire comme un hoedown (en) de danse carrée et une polka de danse en couple.
Un résident du centre du Texas qui a appris la danse dans le comté de Williamson au début des années 1880 l'a décrite comme rien d'autre qu'un « poker » du talon et des orteils avec des franges ajoutées. Ces franges ajoutées à la polka du talon et des orteils étaient des pas de sabot qui exigeaient de la compétence et de l'extraversion de la part du danseur.

### XXesiècle
Au cours de la première moitié du XXe siècle, la chanson était une chanson folklorique largement connue dans toute l'Amérique du Nord anglophone. Une discographie répertorie 134 versions enregistrées publiées depuis 1950. Au cours des dernières décennies, la chanson a perdu de sa popularité dans la plupart des régions, à l'exception de certaines parties du sud des États-Unis, où elle est toujours une chanson folklorique populaire.
Bob Wills et Adolph Hofner and his San Antonians ont tous deux enregistré la chanson, et selon l'historien de la musique Bill C. Malone, la version de Hofner de 1941 était celle qui a le plus contribué à populariser la chanson. Une version instrumentale de 1967 de la chanson d'Al Dean a inspiré une nouvelle polka de danse ronde pour les couples.
La danse est restée populaire au Texas dans les années 1970. Une danse en cercle appelée « Cotton-Eyed Joe » se trouve dans l'édition 1975 de l'Encyclopedia of Social Dance. Les hommes se tiennent à l'intérieur d'un cercle tourné vers l'extérieur et les femmes se tiennent à l'extérieur vers l'intérieur; les deux cercles suivent une séquence de coups de pied et de jambes de force.
La version à rayons a gagné en popularité non seulement au Texas, mais aussi à travers les États-Unis et à l'étranger dans les années 1980. Un « engouement » occidental a suivi la sortie du film Urban Cowboy en 1980.

## Version Rednex et autres reprises modernes
En août 1994, le groupe suédois d'Eurodance Rednex a repris la chanson sous le nom de « Cotton Eye Joe » pour leur album Sex & Violins, combinant leur style avec des instruments américains traditionnels, tels que des banjos et des violons. En 2002, « Cotton Eye Joe » a été remixé dans une version dance et est sorti sur l'album des plus grands succès de Rednex, The Best of the West.
La version Rednex de la chanson (utilisant Eye au lieu de Eyed), ainsi qu'une version dance-mix, a connu un grand succès en Europe, où elle est restée numéro un en Norvège pendant 15 semaines, en Suisse pendant 13 semaines, en Allemagne. pendant 10 semaines, la Suède pendant 8 semaines, l'Autriche pendant 7 semaines, 3 semaines sur le UK Singles Chart et 2 semaines sur le Top 40 néerlandais. En Océanie, il a dominé le New Zealand Singles Chart pendant 6 semaines consécutives. En Australie, il a culminé au numéro 8 en avril 1995. Aux États-Unis, il a culminé au numéro 25 en mars 1995.
Le chanteur country irlandais Lee Matthews a sorti sa version de la chanson avec de nouvelles paroles ajoutées. Le single de son propre label indépendant a dépassé le classement des téléchargements de singles country irlandais en janvier 2015.
Le groupe virtuel Gummibär a également repris la chanson dans leur album La La Love to Dance.

## Sélection des versions enregistrées
- 1927 : Fiddlin' John Carson and His Virginia Reelers (premier enregistrement connu)
- 1928 : Gid Tanner's Skillet Lickers[14]
- 1941 : Burl Ives sur l'album The Wayfaring Stranger
- 1942 : Adolph Hofner and The San Antonians
- 1946 : Bob Wills and The Texas Playboys sortent la chanson en single
- 1959 : New Lost City Ramblers sur l'album Old Timey Songs for Children
- 1959 : Nina Simone sur l'album Nina Simone at Town Hall
- 1962 : Karen Dalton sur l'album Cotton Eyed Joe
- 1963 ; Walter Brennan sur l'album Talkin' from the Heart - The Wonderful World of Walter Brennan
- 1968 : Al Dean and The All Stars sur l'album From Texas To Nashville
- 1968 : Terry Callier sur l'album The New Folk Sound of Terry Callier
- 1974 : Isaac Payton Sweat sur l'album « Country Masters »
- 1976 : Leona Williams sur l'album San Quentin's First Lady
- 1980 : Johnny Gimble avec Willie Nelson pour le film Honeysuckle Rose
- 1985 : Asleep at the Wheel sur leur album éponyme Asleep at the Wheel
- 1985 : The Moody Brothers sur leur album éponyme The Moody Brothers
- 1992 : The Chieftains avec Ricky Skaggs sur l'album Another Country
- 1992 : Michelle Shocked sur l'album Arkansas Traveler sous le titre Prodigal Daughter (Cotton Eyed Joe)
- 1994 : Black Lace, sorti sous le titre Bullshit
- 1994 : Rednex sur l'album Sex & Violins
- 1997 : Isaac Payton Sweat sur l'album « The Color of Music : Cotton Eyed Joe »
- 2002 : The Chieftains - Compilation The Wide World Over avec Ricky Skaggs
- 2003 : Vanessa-Mae sur l'album The Ultimate Vanessa-Mae
- 2004 : The Ebony Hillbillies sur l'album Sabrina's Holiday
- 2010 : Josh Rouse sur l'album « El Turista »
- 2015 : Lee Matthews, sur l'album It's a Great Day to Be Alive
- 2016 : Hot Club of Cowtown sur l'album Midnight On The Trail
- 2016 : The Sweeplings sur l'album Covers, Ch. 1
- 2017 : Daniel Radcliffe, Andy Hull et Robert McDowell pour le film Swiss Army Man
- 2022 : Roger McGuinn l'a joué en concert au Folk Den mais ne l'a publié sur aucun album ni single

## Dans la culture
Sauf indication contraire, les informations mentionnées dans cette section peuvent être confirmées par le générique de fin de l'œuvre audiovisuelle présentée ici, ainsi que par la base de données cinématographiques IMDb,  présente dans la section « Liens externes ».
- 1980 : Urban Cowboy Film américain de James Bridges
- 1998 : Négociateur Film américain de F. Gary Gray
- 2016 : Médecin de campagne Film français de Thomas Lilti La chanson est interprétée par le Frank Silver Country Band, qui joue en live dans le film.
- 2017 : Le Sens de la fête Film français de Éric Toledano et Olivier Nakache scène du mariage avec les costumes de cow-boys.